# HD 28527
HD 28257 är en ensam stjärna belägen i den mellersta delen av stjärnbilden Oxen, och ingår i den öppna stjärnhopen Hyaderna. Den har en kombinerad skenbar magnitud av ca 4,78 och är svagt synlig för blotta ögat där ljusföroreningar ej förekommer. Baserat på parallax enligt Gaia Data Release 2 på ca 22,0 mas, beräknas den befinna sig på ett avstånd på ca 148 ljusår (ca 45 parsek) från solen. Den rör sig bort från solen med en heliocentrisk radialhastighet på ca 38 km/s. Stjärnans position nära ekliptikan innebär att den är föremål för ockultationer med månen.

## Egenskaper
Primärstjärnan HD 28257 A är en blå till vit underjättestjärna av spektralklass A6 IV och är en Delta Scuti-variabel som förbrukat förrådet av väte i dess kärna och utvecklas bort från huvudserien. Den har en massa som är ca 1,8 solmassor, en radie som är ca 2,2 solradier och har ca 19 gånger solens utstrålning av energi från dess fotosfär vid en effektiv temperatur av ca 8 300 K.
Månockultationer har gett tillfälliga, men inte definitiva, tecken på förekomst av en nära följeslagare. Eggleton och Tokovinin (2008) katalogiserade stjärnan som ett möjlig trippelstjärna med ett inre par av liknande stjärnor med en vinkelseparation av 0,02 bågsekunder och en yttre komponent av magnitud 6,7 och spektralklass F2 med en mycket vid separation av 250 bågsekunder.